# Rzut prostokątny
Rzut prostokątny – odwzorowanie przestrzeni euklidesowej trójwymiarowej na daną płaszczyznę, zwaną rzutnią, które każdemu punktowi przestrzeni przypisuje punkt na rzutni, przez który przechodzi prosta prostopadła do rzutni i przechodząca przez dany punkt przestrzeni. Rzut prostokątny jest szczególnym przypadkiem rzutu równoległego.

## Rodzaje rzutów prostokątnych

### Rzuty Monge’a
Odwzorowanie polegające na przeniesieniu trójwymiarowego obiektu na płaszczyznę za pomocą dwóch (lub trzech) prostopadłych do siebie płaszczyzn Istnieją zasadniczo dwie konwencje tego odwzorowywania: europejska, w której rzutuje się część przednią i górną obiektu, oraz amerykańska, w której ukazuje się część odpowiednio dolną i tylną obiektu. W obu przypadkach na trzeciej rzutni znajduje się lewy bok obiektu.

### Rzut cechowany
Rzut, w którym używa się tylko jednej rzutni – poziomej. Wysokość obiektu podawana jest w przyjętych na rysunku jednostkach, które podawane są w postaci współrzędnych przy charakterystycznych punktach obiektu (np. wierzchołkach). Odwzorowanie to znalazło zastosowanie w kartografii.

## Szczególne położenia prostych i płaszczyzn
- Odcinek równoległy do rzutni po zrzutowaniu zachowuje swoją długość.
- Prosta prostopadła do rzutni rzutuje się na punkt[4].
- Kąt w przestrzeni, którego ramiona są równoległe do rzutni (leży na płaszczyźnie równoległej do rzutni) zachowuje miarę.
- Płaszczyzna prostopadła do rzutni rzutuje się na prostą[5].

W sytuacji, gdy obiekt nie jest dany w rzutach w położeniu szczególnym, a istnieje potrzeba odczytania jego parametrów z rysunku, należy go do tego położenia sprowadzić. W tym celu wykonuje się transformacje lub kłady.